# Évacuation de fumées et de chaleur

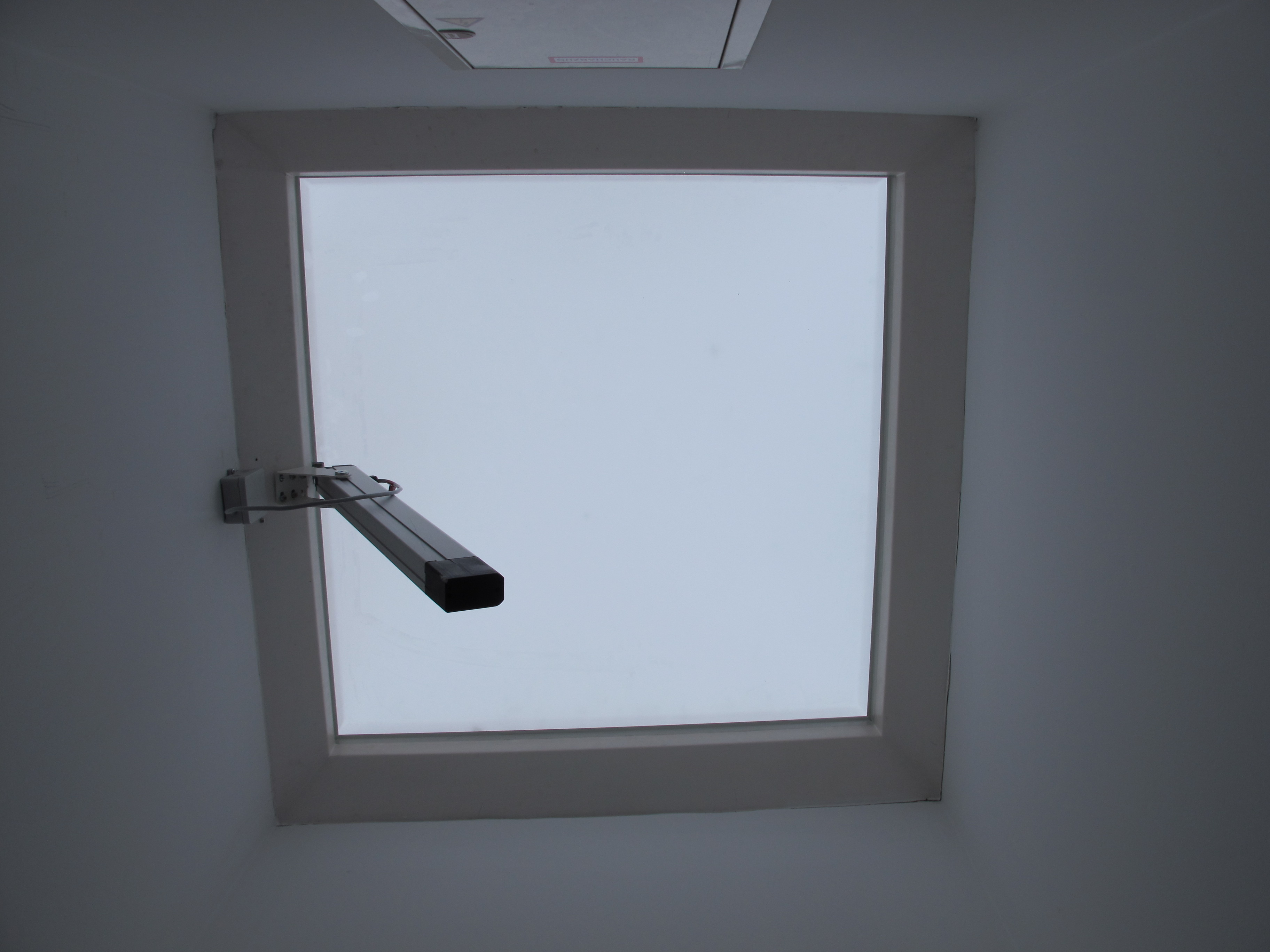
Une coupole exutoire de fumée.

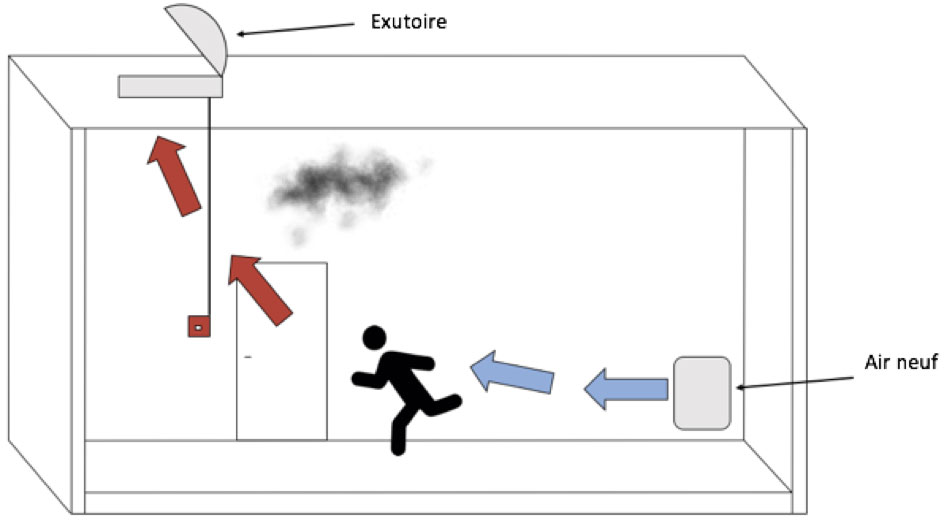
Principe d'action du désenfumage via un exutoire de fumées.

Une évacuation de fumées et de chaleur (EFC, ou RWA en allemand), aussi appelé exutoire de fumées, est un dispositif anti-incendie par désenfumage, visant à évacuer les fumées d'incendie et la chaleur afin :
- de limiter la propagation du feu.
- d'améliorer la visibilité dans certains endroits du bâtiment, notamment pour l'évacuation des personnes.